# Кузьмина, Нина Васильевна
Нина Васильевна (Головко-Гаршина) Кузьмина (род. 23 сентября 1923, Нальчик, Кабардино-Балкарская автономная область) — советский и российский учёный в области акмеологии, педагогики и психологии, организатор образования, доктор педагогических наук (1965), профессор (1968). Член-корреспондент АПН СССР (1978; Член-корреспондент РАО с 1993 года).

## Биография
Нина Васильевна Головко-Гаршина родилась 23 сентября 1923 года в городе Нальчике Кабардино-Балкарской автономной области, ныне город — административный центр Кабардино-Балкарской Республики.
В 1942 году она с отличием окончила Винограднинскую среднюю школу № 1 и в сентябре 1943 года поступила в Кабардино-Балкарский педагогический институт, где обучалась на математическом факультете, на факультете русского языка и литературы. В 1945 году по приглашению родного дяди Гаршина В. Г. она переехала в Ленинград и продолжала учебу на литературном факультете Ленинградского государственного педагогического института имени А. И. Герцена, который окончила в 1947 году.
С 1947 по 1950 год обучалась в аспирантуре при НИИ общей и педагогической психологии АПН РСФСР под руководством профессора Бориса Герасимовича Ананьева. В 1950 году защитила кандидатскую диссертацию на тему «Психолого-педагогический анализ трудностей и успехов в работе молодого учителя начальных классов».
С 1950 по 1953 год на педагогической работе в Вельском государственном учительском институте в должности заведующей кафедрой психологии и педагогики.
В 1953—1954 годах работала в Ленинградском институте усовершенствования учителей старшим преподавателем психологии, а также старшим преподавателем кафедры педагогики и психологии Первого института иностранных языков. В 1956 году 1 ЛГПИИЯз был объединён с Ленинградским государственным университетом.
С 1956 по 1984 год на педагогической работе в Ленинградском государственном университете. В 1958 году ей присвоено звание доцента. В 1965 году защитила докторскую диссертацию на тему: «Психологическая структура деятельности учителя и формирование его личности». В 1968 году приказом ВАК СССР ей было присвоено учёное звание профессор по кафедре педагогики и педагогической психологии ЛГУ. Она стала заведующей кафедрой педагогики и педагогической психологии и до 1984 года заведовала этой кафедрой.
В 1978 году была избрана член-корреспондент АПН СССР по Отделению высшего образования, с 1993 года — РАО по Отделению профессионального образования.
Одновременно с педагогической деятельностью с 1969 года была назначена заместителем председателя (Б. Г. Ананьева) Головного совета по психологическим наукам и психолого-педагогическим проблемам высшей школы при Министерстве высшего и среднего специального образования РСФСР.
С 1984 по 1995 год — заведующая лабораторией педагогической психологии Всесоюзного научно-исследовательского института профессионально-технического образования.
В 1989 году была одним из организаторов создания Всесоюзной акмеологической ассоциации, которая в 1991 году была зарегистрирована в Государственном комитете Совета Министров СССР по науке и технике как новая область знаний в системе наук о человеке. В 1992 году была основателем и первым президентом Академии акмеологических наук.
С 1995 по 2003 год — заведующая кафедрой психологии и педагогики Шадринского государственного педагогического института.
С 2004 по 2011 год — заведующая кафедрой общей психологии и акмеологии Ковровской государственной технологической академии имени В. А. Дегтярева.

## Семья
Муж, Евгений Сергеевич Кузьмин, доктор психологических наук, инвалид Великой Отечественной войны.